# Chipre nos Jogos Europeus
O Chipre participou na edição inaugural dos Jogos Europeus de 2015.

## Tabela de medalhas

### Medalhas por jogos
| Jogos      | Atletas | Ouro | Prata | Bronze | Total | Classificação |
| 2015 Baku  | 22      | 0    | 1     | 0      | 1     | 36            |
| 2019 Minsk | 41      | 0    | 1     | 0      | 1     | 39            |
| Total      | Total   | 0    | 2     | 0      | 2     | 38            |

### Medalhas por esportes
| Esportes  | Ouro | Prata | Bronze |
| --------- | ---- | ----- | ------ |
| Ginástica | 0    | 1     | 0      |
| Tiro      | 0    | 1     | 0      |
| TOTAL     | 0    | 2     | 0      |

## Lista dos medalhistas
| Medalha          | Nome (s)                             | Jogos      | Esporte   | Evento                      |
| ---------------- | ------------------------------------ | ---------- | --------- | --------------------------- |
| Medalha de prata | Georgios Achilleos Andri Eleftheriou | 2015 Baku  | Tiro      | Skeet Misto                 |
| Medalha de prata | Marios Georgiou                      | 2019 Minsk | Ginástica | Barras paralelas masculinas |